# Le varie forme dell'esperienza religiosa. Uno studio sulla natura umana
Le varie forme dell'esperienza religiosa. Uno studio sulla natura umana
è una raccolta di conferenze del filosofo e psicologo statunitense William James pubblicata nel 1902 a New York (una sinossi dettagliata).
Con questo saggio di filosofia della religione James intende dimostrare come le esperienze religiose siano degli stati di coscienza che possono essere compresi alla luce dell'indagine psicologica.
La valutazione di queste esperienze religiose può essere raggiunta in base a come queste esperienze consentano all'individuo di raggiungere la propria realizzazione sia in termini psicologici che spirituali, nel qual caso possono essere considerate delle verità personali da non porre in dubbio a meno che non contengano delle profezie riguardanti lo sviluppo futuro del mondo.
Il libro trae spunto da una serie di lezioni tenute nel 1901 all'università di Edimburgo, dal noto psicologo di Harvard, che, indagando sulla esperienza spirituale individuale invece che sulle istituzioni religiose, anticipò l'analisi dell'impulso alla spiritualità come istinto innato per una crescita personale.